# Chrysopa hummeli
Chrysopa hummeli är en insektsart som beskrevs av Bo Tjeder 1936. Chrysopa hummeli ingår i släktet Chrysopa och familjen guldögonsländor. Inga underarter finns listade i Catalogue of Life.